# Nanyuki
Nanyuki è una città del Kenya, capoluogo della contea di Laikipia. È situata nella Rift Valley, a nord-ovest del Monte Kenya.
È stata fondata nel 1907 da coloni britannici. Ospita oggi la principale base aerea dell'aeronautica Keniota (Kenya Air Force), e una base dell'esercito britannico (British Army) che, si esercitano regolarmente nelle montagne limitrofe e nelle zone aride più a nord del paese.
L'economia si basa principalmente sul commercio tessile. I molti negozi e magazzini presenti in città, sono gestiti per lo più da Indiani della Repubblica Indiana, che costituiscono ancora oggi una gran parte importante della popolazione.
La città di Nanyuki si trova vicino agli itinerari Sirimon e Burguret, punti di partenza verso il monte Kenya.
La città di Nanyuki possiede inoltre un piccolo aeroporto, che dista circa 7 km dal centro. Nella parte sud, Nanyuki è attraversata dall'Equatore.

## Amministrazione

### Gemellaggi
- Cagliari